# Гольдберг, Евгений Данилович
Евгений Данилович Гольдберг (25 октября 1933, Томск — 31 мая 2008, Томск) — советский и российский патофизиолог и фармаколог. Доктор медицинских наук, профессор, академик АМН СССР (ныне РАМН). На протяжении более 20 лет директор научно-исследовательского института фармакологии ТНЦ СО РАМН. Заслуженный деятель науки Российской Федерации (1999).

## Биография
Е. Д. Гольдберг родился в Томске, в семье научных работников, 25 октября 1933 года. 
В 1957 году окончил Томский медицинский институт, затем поступил в аспирантуру на кафедру патофизиологии, где впоследствии был ассистентом этой кафедры.
С 1962 по 1970 год заведующий Центральной научно-исследовательской лаборатории. В 1960 году защитил кандидатскую диссертацию по теме «Гематологические сдвиги при острой лучевой болезни, вызванной на бетатроне 25 МЭВ».
С 1965 по 1974 год профессор кафедры патофизиологии Томского медицинского института. В 1966 году защитил докторскую диссертацию на тему «Система крови при острой лучевой болезни, вызванной тормозным излучением и быстрыми электронами бетатронов с различной энергией».
С 1970 по 1984 год проректор по науке Томского медицинского института.
1975 по 2000 год заведующий кафедрой патофизиологии Сибирского медицинского университета (в 2000 году Е. Д. Гольдберг передал управление кафедрой профессору В. В. Новицкому, своему ученику).
В 1984 году Е. Д. Гольдберг избран членом-корреспондентом АМН СССР.
В 1988 году академик АМН СССР (ныне РАМН).
В 2005 году премия Правительства РФ в области науки и техники, которой была удостоена группа учёных под руководством академика РАМН Е. Д. Гольдберга за работу «Создание, внедрение в производство и медицинскую практику новых высокоэффективных лекарственных препаратов на основе сверхмалых доз антител к эндогенным регуляторам».
В 1984 по 2008 год директор Института фармакологии Томского научного центра СО РАМН.
Е. Д. Гольдберг — крупный учёный и организатор науки; автор более 830 научных работ, 62 изобретений; создал школу патофизиологов и фармакологов; подготовил 40 докторов и 107 кандидатов наук, в том числе 3 члена РАМН.
Е. Д. Гольдберг — один из организаторов Томского научного центра РАМН (1986).
Скончался 31 мая 2008 года. Похоронен в Томске на кладбище Бактин.

### Научный вклад
Евгений Данилович — автор 830 печатных научных работ, которые были опубликованы в России, Великобритании, США, Германии, Франции, Японии и других странах:
- 42 монографий, учебников, справочных руководств, атласов,
- 12 лекарственных препаратов,
- 28 биологически активных добавок, выпускаемых фармацевтической промышленностью.

### Семья
- Отец — Даниил Исаакович Гольдберг (1906—1973), патофизиолог, заслуженный деятель науки РСФСР, ректор Томского медицинского института.
- Мать — Александра Иосифовна Гольдберг (1904—1971), профессор, терапевт.
- Супруга — Виктория Николаевна Лукьяненок (род. 1935).
  - Сын — Виктор Евгеньевич Гольдберг (род. 1957), профессор, онколог.

## Награды
- Кавалер орденов:
  - орден «Знак Почёта»
  - орден Дружбы народов (12 сентября 1994) — за большой вклад в развитие медицинской науки и подготовку высококвалифицированных специалистов[8]
  - орден «За заслуги перед Отечеством» IV степени (2004)[9].
- Заслуженный деятель науки Российской Федерации (1999).
- Премия РАМН им. А. А. Богомольца за цикл исследований нейрогуморальных и клеточных механизмов регуляции гемопоэза (1994)[5].
- Почётный гражданин города Томска (решение ТГД № 468 от 21.10.2003)[10].